# به دنبال جایزه دوک
به دنبال جایزه دوک (به انگلیسی: Get Duked!) یک فیلم سینمایی ترسناک و کمدی سیاه بریتانیایی محصول سال ۲۰۱۹ به کارگردانی نینیان داف در اولین کارگردانی بلند خود، با بازی ادی ایزارد است. این فیلم برای اولین بار در جنوب از جنوب غربی ۲۰۱۹ به نمایش درآمد و توسط آمازون استودیوز در پرایم ویدئو در ۲۸ اوت ۲۰۲۰ منتشر شد.

## داستان
سه دانش آموز مشکل (دین، دانکن و دیجی بیتروت) توسط معلم آقای کارلایل به مناطق کوهستانی اسکاتلند منتقل می‌شوند تا سعی کنند جایزه دوک ادینبورگ را به دست آورند، که شرکت کنندگان را ملزم به هدایت از مناطق مرتفع به عنوان یک تیم تنها با اعتماد به یک نقشه کاغذی می‌کند. دانشجو کتابفروش ایان، که می‌خواهد جایزه را برای بهبود برنامه دانشگاهی خود دریافت کند، به این سه نفر پیوست.

## بازیگران
- ادی ایزارد در نقش دوک
- کیت دیکی در نقش گروهبان موراگ
- جیمز کازمو در نقش کشاورز
- کوین گاتری در نقش هامیش
- جاناتان آریس در نقش آقای کارلایل
- الیس لو در نقش سرپرست
- ساموئل بوتوملی در نقش ایان
- ویراج جونجا
- ریان گوردون در نقش دین گیبسون
- لوئیس گریبن در نقش دانکن مک دونالد
- جورجی گلن در نقش دوشس[۹][۵][۱۰][۱۱][۱۲]